# Championnats d'Europe de patinage de vitesse sur piste courte 2010
Navigation
Édition précédente Édition suivante
Les Championnats d'Europe de patinage de vitesse sur piste courte 2010 se tiennent à Dresde (Allemagne), du 22 au 24 janvier 2010.

## Podiums

### Hommes
| Épreuves        | Or                                                                                | Argent                                                                           | Bronze                                                                     |
| --------------- | --------------------------------------------------------------------------------- | -------------------------------------------------------------------------------- | -------------------------------------------------------------------------- |
| 500 m           | France Maxime Chataignier                                                         | Royaume-Uni Jon Eley                                                             | Italie Nicola Rodigari                                                     |
| 1 000 m         | Italie Nicola Rodigari                                                            | France Thibaut Fauconnet                                                         | Pays-Bas Niels Kerstholt                                                   |
| 1 500 m         | Italie Nicola Rodigari                                                            | France Thibaut Fauconnet                                                         | Pays-Bas Niels Kerstholt                                                   |
| 3 000 m         | France Thibaut Fauconnet                                                          | Italie Nicola Rodigari                                                           | Italie Yuri Confortola                                                     |
| 5 000 m relais  | Italie Yuri Confortola Nicola Rodigari Claudio Rinaldi Nicolas Bean Roberto Serra | Allemagne Tyson Heung Sebastian Praus Paul Herrmann Robert Seifert Robert Becker | Royaume-Uni Jon Eley Tom Iveson Paul Worth Anthony Douglas Jack Whelbourne |
| Toutes épreuves | Italie Nicola Rodigari                                                            | France Thibaut Fauconnet                                                         | France Maxime Chataignier                                                  |

### Femmes
| Épreuves        | Or                                                               | Argent                                                                | Bronze                                                                                   |
| --------------- | ---------------------------------------------------------------- | --------------------------------------------------------------------- | ---------------------------------------------------------------------------------------- |
| 500 m           | Italie Arianna Fontana                                           | Tchéquie Katerina Novotna                                             | Hongrie Erika Huszar                                                                     |
| 1 000 m         | Tchéquie Katerina Novotna                                        | Hongrie Bernadett Heidum                                              | France Véronique Pierron                                                                 |
| 1 500 m         | Italie Arianna Fontana                                           | Royaume-Uni Elise Christie                                            | Bulgarie Evgenia Radanova                                                                |
| 3 000 m         | Tchéquie Katerina Novotna                                        | Royaume-Uni Elise Christie                                            | Italie Arianna Fontana                                                                   |
| 3 000 m relais  | Allemagne Aika Klein Christin Priebst Julia Riedel Bianca Walter | Russie Nina Evteeva Valeria Potemkina Ekaterina Belova Olga Belyakova | Pays-Bas Annita van Doorn Jorien ter Mors Liesbeth Mau Asam Maaike Vos Sanne van Kerkhof |
| Toutes épreuves | Tchéquie Katerina Novotna                                        | Italie Arianna Fontana                                                | Royaume-Uni Elise Christie                                                               |

## Tableau des médailles
| Rang | Nation      | Or | Argent | Bronze | Total |
| ---- | ----------- | -- | ------ | ------ | ----- |
| 1    | Italie      | 6  | 2      | 3      | 11    |
| 2    | Tchéquie    | 3  | 1      | 0      | 4     |
| 3    | France      | 2  | 3      | 2      | 7     |
| 4    | Allemagne   | 1  | 1      | 0      | 2     |
| 5    | Royaume-Uni | 0  | 3      | 2      | 5     |
| 6    | Hongrie     | 0  | 1      | 1      | 2     |
| 7    | Russie      | 0  | 1      | 0      | 1     |
| 8    | Pays-Bas    | 0  | 0      | 3      | 3     |
| 9    | Bulgarie    | 0  | 0      | 1      | 1     |